# Alichtensia attenuata
Alichtensia attenuata är en insektsart som först beskrevs av Hempel 1900.  Alichtensia attenuata ingår i släktet Alichtensia och familjen skålsköldlöss. Inga underarter finns listade i Catalogue of Life.